# 悶えてよ、アダムくん
『悶えてよ、アダムくん』（もだえてよ アダムくん）は、トヨによる漫画作品。wwwave comicsの青年向けレーベル「COMICゴイチ」の作品として2022年4月18日より連載中。

## あらすじ
全人類がED化した世界で、ただひとりEDを免れた男子学生・園宮一樹は、転校した先で正体が露呈し、女性だらけの学校内でハーレム展開となる。

## 登場人物
声はアニメ版の声優。
園宮一樹（そのみや いつき）
声 - 志藤春道
全人類がED化した世界で唯一不能じゃない男。
姫乃朱莉（ひめの あかり）
声 - 蒼乃むすび
生徒会副会長の女生徒。
椎名楓（しいな かえで）
声 - 三咲里奈
元遊び人の女性教師。
九重杏季（ここのえ あき）
声 - 和央きりか
陸上部所属の女生徒。
胡桃沢結衣（くるみざわ ゆえ）
声 - 澁谷果歩
胡桃沢財閥のお嬢様の女生徒。
熊澤（くまざわ）
声 - 皇帝
一樹の同級生で、EDを克服しようとする男子学生。

## 書誌情報
- トヨ 『悶えてよ、アダムくん』 彗星社〈ナイトマ〉、既刊5巻（2025年6月18日現在）
  1. 2024年1月18日発売[4]、ISBN 978-4-434-33098-8
  2. 2024年1月18日発売[5]、ISBN 978-4-434-33099-5
  3. 2024年7月18日発売[6]、ISBN 978-4-434-33803-8
  4. 2024年12月18日発売[7]、ISBN 978-4-434-34554-8
  5. 2025年6月18日発売[8]、ISBN 978-4-434-35553-0

## テレビアニメ
2024年1月よりTOKYO MX・BS11にて放送。オンエア版のほかに年齢制限のあるプレミアム版が制作され、AnimeFestaで独占配信される。なお、海外版は局部の自主規制が無い無修正で販売されている。

### スタッフ
- 原作 - トヨ[3]
- 監督 - 昆野比遊太[3]
- シリーズ構成・企画 - 村井辰太郎[3]
- 脚本 - 黒崎エーヨ
- キャラクターデザイン - 渡辺義弘[3]
- サブキャラクターデザイン - 那須玲奈[3]
- 総作画監督 - 黒田和也、那須玲奈[3]
- 色彩設計 - わしみ[3]
- 美術設定 - 那須玲奈[3]
- 美術監督 - まかろん[3]
- 撮影監督 - 鳳凰院修羅苦羅、友沢匠人[3]
- 編集 - 新海コウキ[3]
- 音響監督 - 西山寛基、石倉礼[3]
- 音響制作 - スタジオマウス[3]
- プロデューサー - 後藤礼雅
- アニメーションプロデューサー - ぷろれす大好きスーパーHaRuNaちゃん
- アニメーション制作 - studio HōKIBOSHI[3]
- 製作 - 彗星社[3]

### 主題歌
「ギンギンパーフェクション」
澁谷果歩による主題歌。作詞はむらいむらいむ、作曲・編曲はかねこかずきとジョーカーサウンズ、監修は小林達矢。

### 各話リスト
| 話数  | サブタイトル           | 絵コンテ   | 演出       | 作画監督                             | 初放送日      |
| ----- | ---------------------- | ---------- | ---------- | ------------------------------------ | ------------- |
| 第1話 | 同情するなら悶えてよ   | 昆野比遊太 | 神原敏昭   | 龍青三 那須玲奈 片岡惠美子           | 2024年 1月8日 |
| 第2話 | 先生が鎮めてあげなきゃ | 番山人     | 神原敏昭   | 松下純子 櫻井拓郎 EN.studio 那須玲奈 | 1月15日       |
| 第3話 | 隠すのなんか止めた     | 番山人     | 黒津口成恵 | 川口弘明 西川真人 増喜美和子         | 1月22日       |
| 第4話 | フィアンセを探せ       | 番山人     | 黒津口成恵 | 池上理恵 森悦史                      | 2月5日        |
| 第5話 | 処理する約束でしょ     | 騎日月     | 則座誠     | 鎌田均                               | 2月12日       |
| 第6話 | 読書が好きな王子様     | 騎日月     | 則座誠     | 七夜 Zj                              | 2月19日       |
| 第7話 | シャワールームに3人で  | 騎日月     | 則座誠     | Zj 桜井拓郎                          | 3月4日        |
| 第8話 | 絶対私を選ばせる       | 騎日月     | 則座誠     | 玉里栄二                             | 3月11日       |

### 放送・配信
| 放送期間 | 放送時間                     | 放送局   | 対象地域 | 備考                  |
| --- | ---------------------------- | -------- | -------- | --------------------- |
| 2024年1月8日 - 3月11日 | 月曜 1:00 - 1:10（日曜深夜） | TOKYO MX | 東京都   | ASMRも含め放送        |
| | 月曜 1:00 - 1:05（日曜深夜） | BS11     | 日本全域 | BS放送 / 『ANIME+』枠 |
| 2023年12月25日の月曜 1:00 - 1:05（日曜深夜）には「新番組『悶えてよ、アダムくん』特番〜姫乃先輩とゆく！悶える学園紹介ツアー！〜」を放送。 |                              |          |          |                       |

インターネットでは、独占配信となるプレミアム版を含めてAnimeFestaにて第1話が2023年12月8日に先行配信され、YouTube、dアニメストア（本店・ニコニコ支店）、ABEMA、アニメタイムズ、Lemino、ビデオマーケット、music.jp、カンテレドーガ、DMM TV、ニコニコチャンネル、ふらっと動画、WATCHA、U-NEXT、アニメ放題、JCOM STREAM、みるプラス、TELASA、HAPPY!動画でも1月8日より順次配信。
国外では、英語圏向けにCoolmicで2023年12月26日より配信。

## ASMR
オンエア版となる『悶えてよ、アダムくん 眠れなくなるASMR』および成人向けの『悶えてよ、アダムくん 〜世界で唯一勃つ俺はムラつく同級生にゼロ距離密着エッチで搾り取られる〜』として、VoiceFestaにて2023年12月22日より順次配信。オンエア版は、上述の通りTOKYO MXでもアニメ本編とセットで放送される。
イラストは那須玲奈、シナリオはカナタキリノアと尾守シンヤ。